# Zamek Budatín

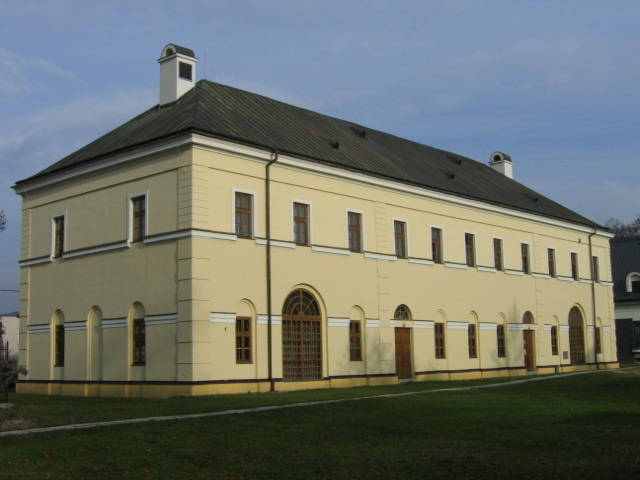
Kasztel

Zamek Budatín (słow. Budatínsky zámok, Budatínsky hrad) – słowacki pałac (dawniej zamek) znajdujący się w Żylinie, w dzielnicy Budatín, w miejscu, gdzie rzeka Kysuca wpływa do Wagu. Obecnie mieści się w nim Považské múzeum.
Zamek powstał w drugiej połowie XIII wieku (castrum Budetyn). Pierwotnie był tzw. zamkiem wodnym. Chronił ważny szlak handlowy, prowadzący z Węgier na Śląsk. Usytuowany był w strategicznym miejscu, przy brodzie, gdzie pobierano cło. Najstarszą i najważniejszą częścią zamku była 20-metrowa, kamienna wieża obronna, istniejąca do dziś, której niektóre fragmenty mają znamiona wczesnego gotyku. Pierwotnie był zamkiem królewskim. Na początku XIV wieku właścicielem był Mateusz Czak (słow. Matúš Čák Trenčiansky, węg. Csák Máté) – zamek został umocniony, wybudowano także nowy pałac. Od 1487 zamek miał nowego pana – Kaspra Sunnegha (słow. Gašpar Suňog). Na pewien czas opanowali zamek rycerze-rozbójnicy Podmaniccy, jednak w 1545 r. wrócił on w ręce Juraja Sunnegha i pozostał we władaniu tego rodu aż do 1798 r. Po tej dacie należał do Csákych.
W 1551 zamek przebudowano w stylu renesansowym. Zagrożenie tureckie od południa oraz niespokojne czasy spowodowały, że na początku XVII wieku zamek został ponownie umocniony od zewnątrz, natomiast dawne gotyckie wnętrza zostały zmienione w renesansowy pałac. W 1745 r. powstała kaplica w stylu barokowym. W tym też okresie właściciele wybudowali nowy kasztel, a zamek został otoczony parkiem.
Gdy w końcu XVIII w. rezydencja trafiła w ręce rodu Csákych obiekt nie posiadał już większych walorów obronnych i był typową siedzibą arystokracji. W czasie Wiosny Ludów, w styczniu 1849 r., wojska cesarskie Habsburgów poważnie uszkodziły i spaliły pałac. Odbudowano go dopiero w 1870 r., aby pełnił funkcję koszar. W 1872 r. ograniczono powierzchnię parku, w związku z budową w pobliżu linii Kolei Koszycko-Bogumińskiej. W latach 1922–1923 dokonano ostatniej wielkiej przebudowy pałacu w stylu historyczno-romantycznym – rodzina Csákych wzorowała się na gotycko-renesansowych siedzibach feudalnych.
W 1945 r. pałac znacjonalizowano, a park rozparcelowano. W latach 50. przeprowadzono renowację, zachowując bryłę pałacu z przebudowy międzywojennej. Następnie w pałacu otwarto Považské múzeum.
W 2007 pałac zamknięto w związku z pracami rekonstrukcyjnymi, które trwały do 2013. W tym czasie wystawy muzealne przeniesiono do zrekonstruowanych stajni.